# Burg Rehden
Die Burg Rehden (im 19. Jahrhundert oft auch Rheden) im Kulmerland war eine Deutschordensburg. Die Burg in der heutigen polnischen Ortschaft Radzyń Chełmiński war Sitz eines Konvents und ein Wahrzeichen des Deutschen Ordens in Preußen.

## Geschichte

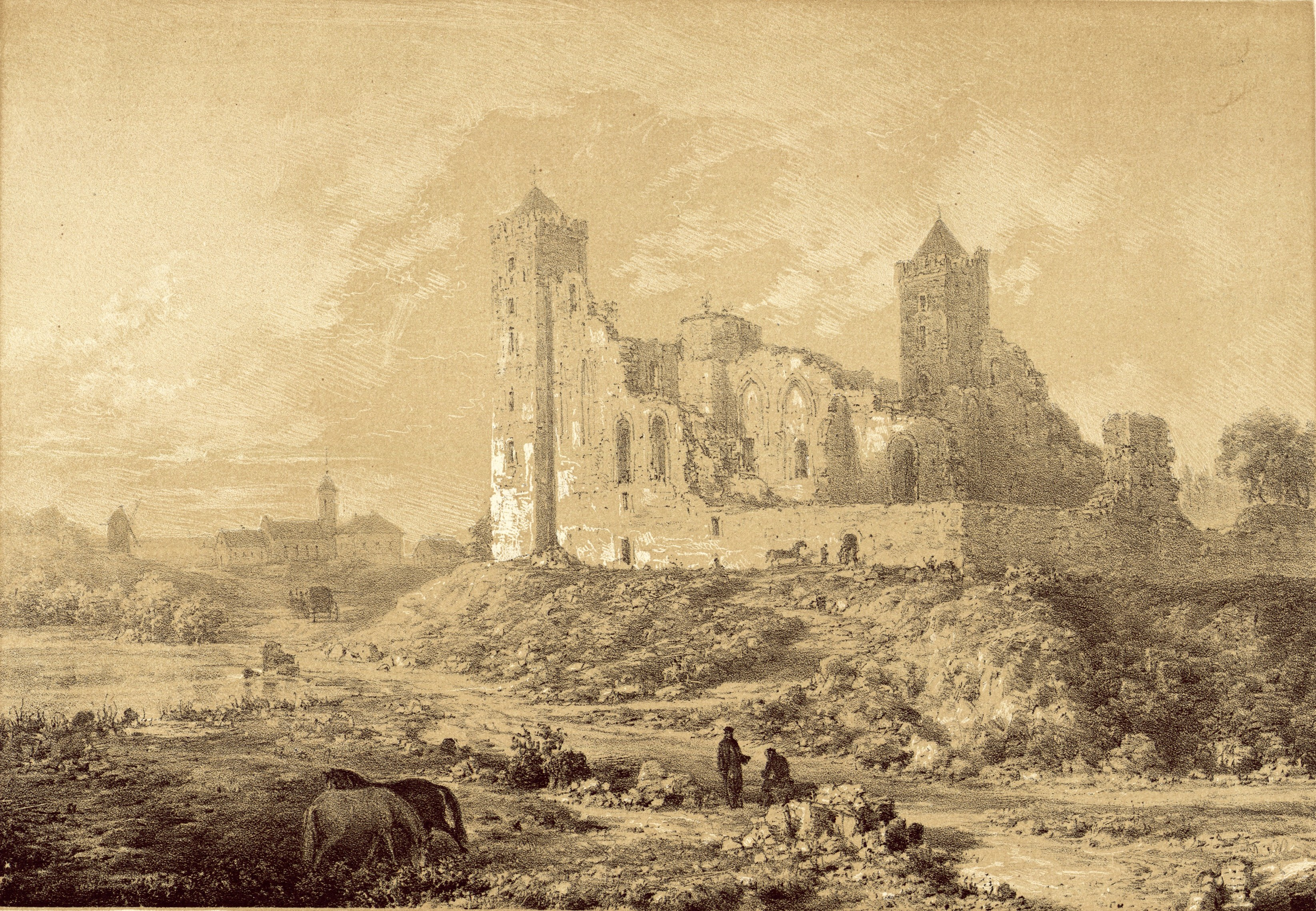
Burgruine Rheden, Lithografie nach Maximilian Fajans, 1880

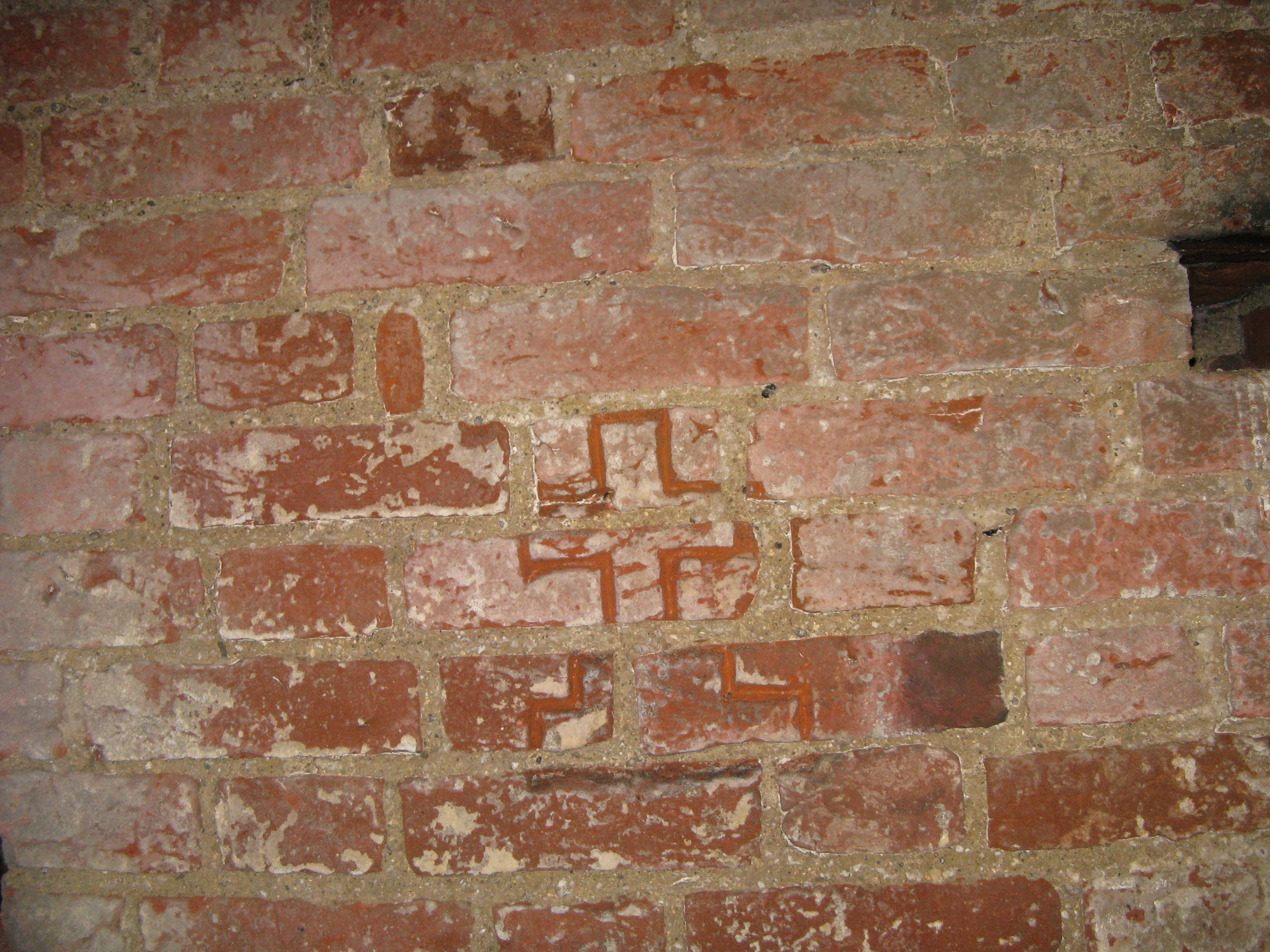
Mittelalterliches Graffito, Templerkreuz

Nachdem 1221 Kreuzritter des Deutschen Ordens in das Kulmerland eingefallen waren, begannen die Pruzzen 1224 mit einer Gegenoffensive. Sie entvölkerten das Gebiet und zerstörten die Kirchenorganisation. Nach Niederschlagung dieses Aufstands und endgültigen Eroberung des Gebiets im Jahr 1231 errichtete der Deutsche Orden 1234 eine Befestigung. Aus ihr entstand um 1300 eine steinerne Burg, deren Ruine noch heute zu besichtigen ist.
Nach der Schlacht bei Tannenberg (1410) nahm das polnisch-litauische Heer unter Johann Sokol von Lamberg und Jan Žižka auf dem Rückzug die Burg ein. Nach dem Ersten Thorner Frieden ging sie jedoch 1411 wieder in den Besitz des Deutschen Ordens über. Dieser hielt, unter anderem mit Unterstützung des vor 1450 in den Deutschen Orden eingetretenen bekannten Wundarztes Heinrich von Pfalzpaint, die Burg bis 1454, als sie erneut von den Polen erobert wurde und ihnen im Zweiten Thorner Frieden offiziell zugesprochen wurde.
Während des polnisch-schwedischen Krieges erlitt die Burg 1628 schwere Zerstörungen durch die Schweden. Sie lag danach bis zum Jahr 1772 brach, dann nutzten die preußischen Behörden einige ihrer Räume.
Ab 1800 wurde das Bauwerk allmählich zur Baumaterialgewinnung abgebrochen. Erst in der zweiten Hälfte des 19. Jahrhunderts wurde die Enttrümmerung und Erhaltung als Denkmal in Angriff genommen.

## Architektur

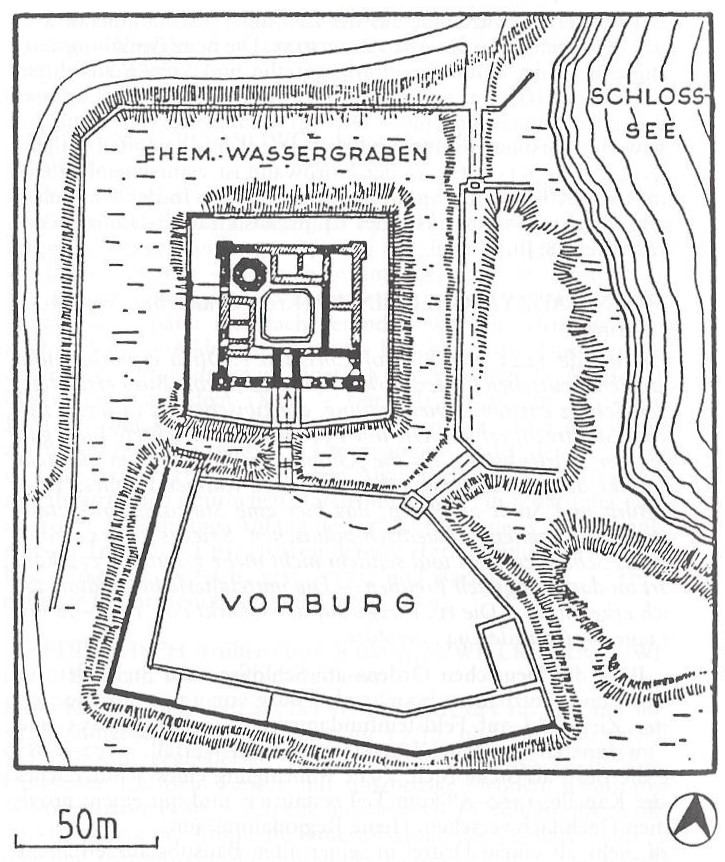
Lageplan (An linker Seite der Kernburg die Abortanlagen)

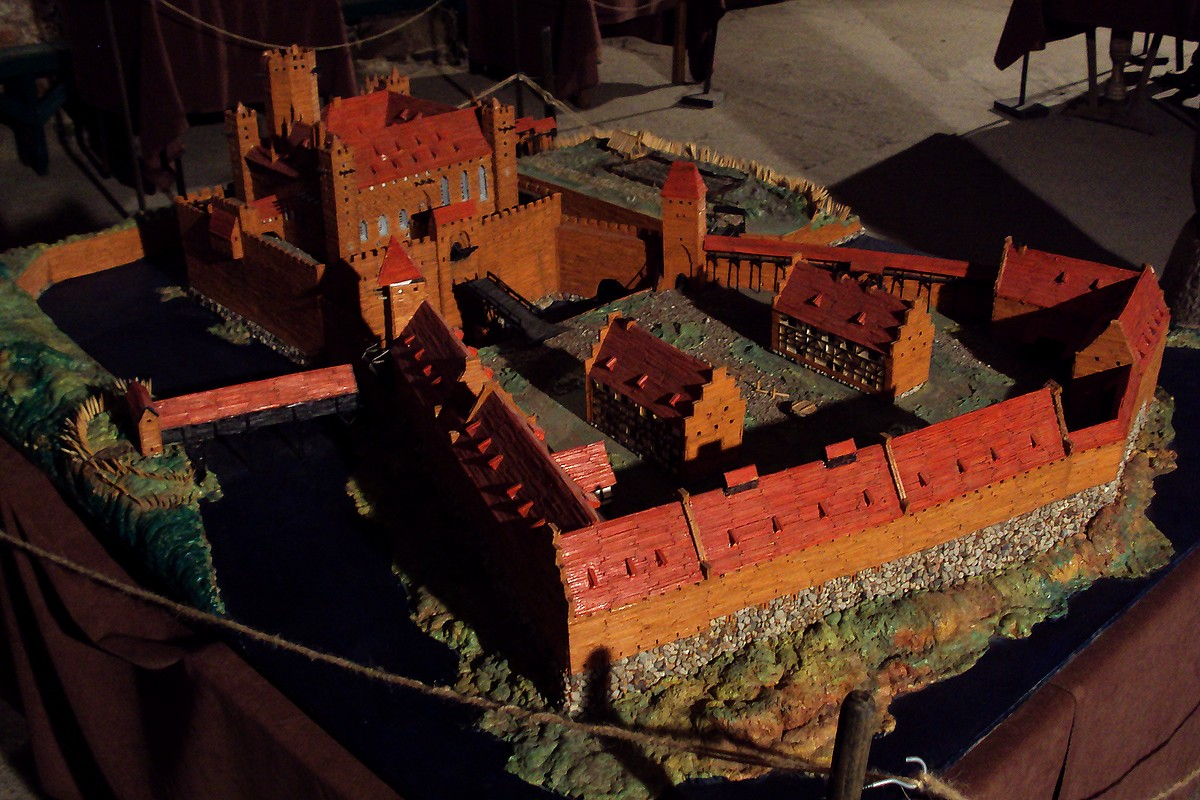
Burgmodell. Kernburg mit erster Vorburg.

Die Burg wurde aus Backstein erbaut und hatte einen annähernd quadratischen Grundriss von 52 × 52 Metern. Im Süden und Osten schlossen sich der Hauptburg zwei Vorburgen an. Modelle der Burg finden sich im Deutschordensmuseum in Bad Mergentheim und im Brandenburg-Preußen Museum in Fehrbellin.

### Aborterker-Reihe der Burg Rehden

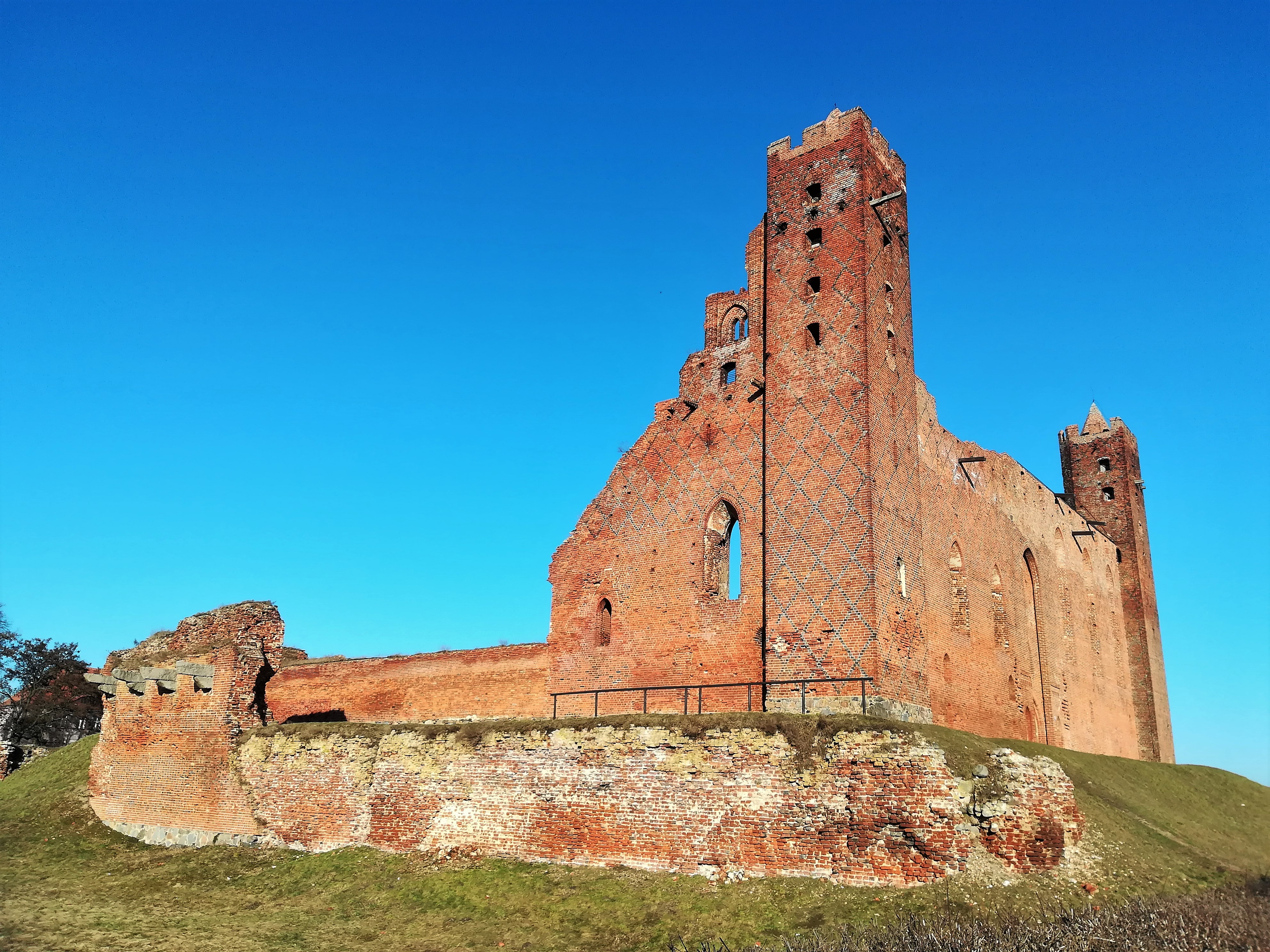
Kragsteine der Aborterker-Reihe (links)

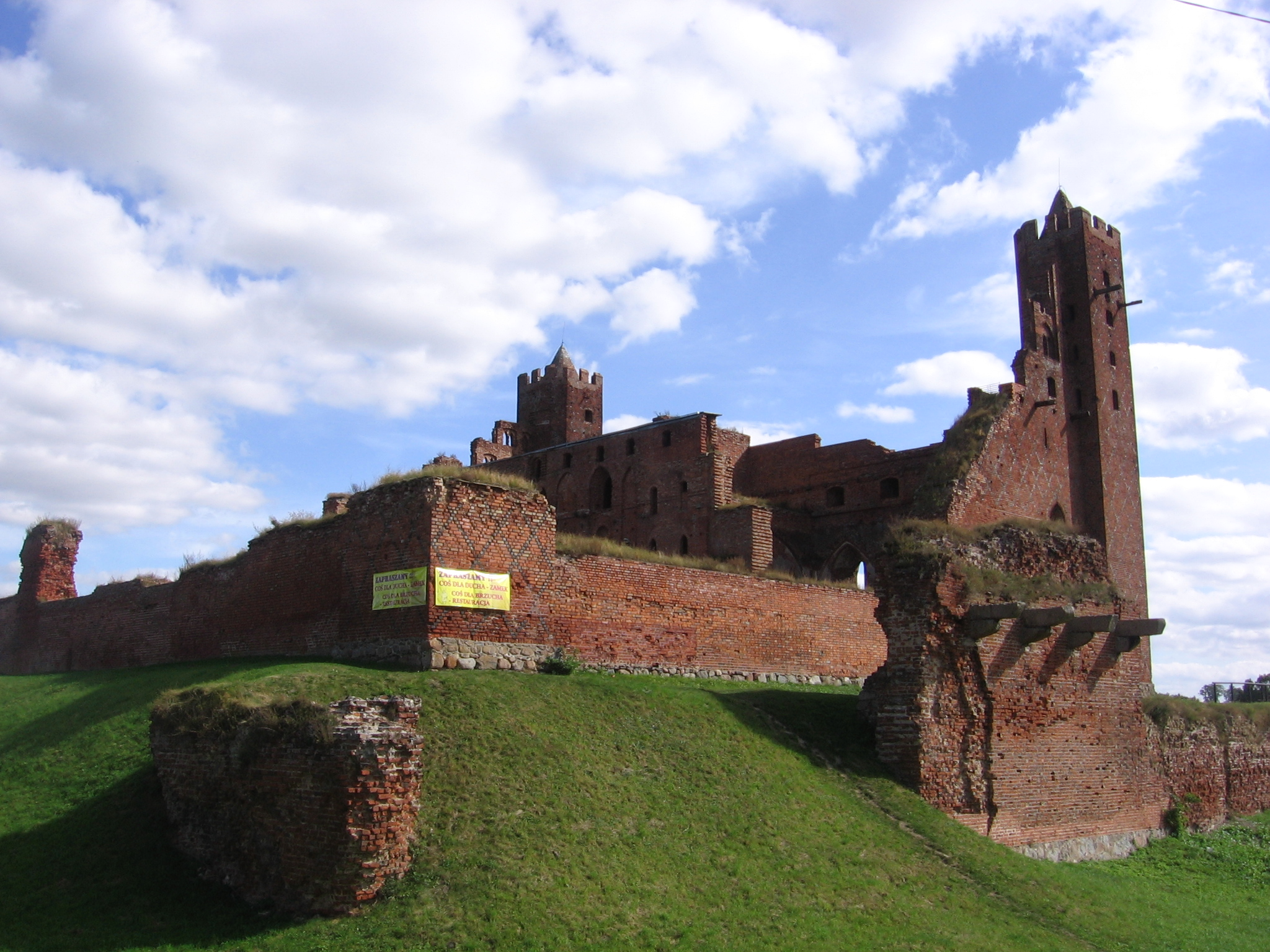

Der Burgenforscher Otto Piper behandelte etliche Baudetails der Rehdener Burg, obwohl er die Burgen des Deutschen Ordens in seinem Standardwerk „Burgenkunde“ weitgehend mied, da – wie er feststellte – diese keine klassischen Ritterburgen seien, sondern Ritterkasernen. Er wies unter dem Stichwort Dansker auch auf die bemerkenswerte Aborterker-Reihe an einer Außenmauer der Burg (westliche Zwingermauer der Kernburg) hin. Von diesen Erkern blieben nur die Kragsteine erhalten, die aus dem erhaltenen Mauerfragment noch heute herausragen. Diese Mauer befand sich ehemals mit den Aborterkern direkt an einem Wassergraben. Da nur ein Stück der Mauer erhalten blieb, waren ehemals sicher viele Erker vorhanden, also eine ganze Erkerreihe, entsprechend der großen Zahl an stationierten Rittern. Nach Piper waren es hier etwa neun Aborterker. Außerdem wies Piper darauf hin, dass der Begriff „Danske(r)“ in der Zeit des Ordens ein genereller Begriff für Abortanlagen gewesen sei und nicht etwa – wie heute üblich – nur für Aborttürme der Ordensburgen stehe.
Die Abortanlage war sicher über einen gemauerten Bogengang vom Obergeschoß der Kernburg zugängig, wie dies noch heute bei den Ordensburgen Thorn, Marienwerder und Marienburg der Fall ist (siehe Lageplan von Burg Rehden).

### Otto Pipers Beschreibung der Burg (1912)

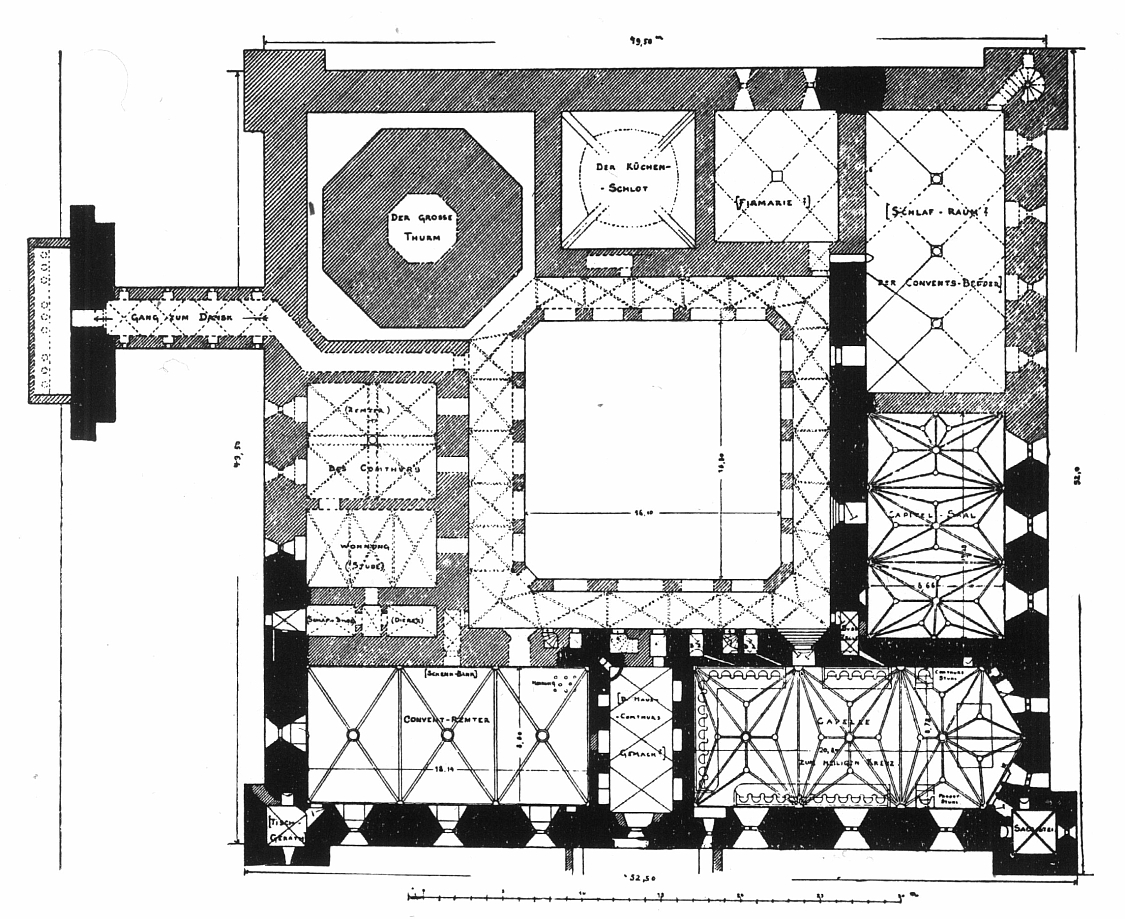
Detailplan der Kernburg, erstellt von Conrad Steinbrecht. Links die Aborterker. (Oben ist Norden)

Otto Piper beschrieb in seiner „Burgenkunde“ als einzige Burg des Deutschen Ordens ausführlich das „Schloss Rheden“ (sowie in Kurzfassung die Marienburg). Zitat zu Rheden:
„(...) Ein Beispiel dieser regelmäßigen Anlagen bietet auch das Schloss Rheden, jetzt Ruine, 18 km östlich von Graudenz zum Schutze des Culmischen Landes auf Grundlage einer älteren Holzburg im ersten Jahrzehnt des 14. Jahrh. erbaut.
Der quadratische Hauptbau ist von einem ebensolchen 10 m breiten Zwinger (a, Fig. 598) und dann von einem 21 bzw. 35 m messenden Graben umgeben, der nach außen durch eine 1,9 m starke (Futter-)Mauer eingefasst wird. Im Süden war eine Vorburg, 79 zu 154 m weit, vorgelegt, deren gleichfalls 1,9 m dicke Ringmauer zum Teil noch durch angebaute gewölbte Stallungen verstärkt war. Oestlich erstreckte sich eine kleinere Vorburg zwischen dem Ringgraben und einem See, dessen früher höheres Wasser sowohl die Vorburgen für sich als mittels des Ringgrabens die Hauptburg umgab. Der von Norden kommende Weg zog sich durch die beiden Vorburgen ins Schloss.
Der Palas, dessen Seiten einschließlich der ihn flankierenden, 5,3 m starken Ecktürme 52,4 m messen, umschließt einen Hof, auf dessen vier Seiten eine zweistöckige, gewölbte, nach innen offene Galerie dem Baue vorgelegt war. Zu dem oberen Stockwerke dieses Umganges führte auf jeder Seite der Torhalle eine Wendeltreppe hinauf. Die rechte Seite des südlichen Flügels wurde von der Kapelle e eingenommen, die mit Wandmalerei, hohen Fenstern und zierlichen bis in das Dach reichenden Rippengewölben ausgestattet war. Von derselben zweigt sich eine kleine im Eckturm liegende Seitenkapelle ab. Reich profilierte Portale bildeten von der oberen Galerie aus den Zugang zu der Kapelle, wie zu dem nördlich sich anschließenden Kapitelsaale f, während jener gegenüber die westliche Hälfte des Südflügels anscheinend von dem Konvent-Remter g, 8,8 zu 18,2 m messend, eingenommen wurde. Mit demselben stand ähnlich wie bei der Kapelle das betreffende Stockwerk des Eckturmes in Verbindung.
In der nordwestlichen Ecke lag ganz ausnahmsweise ein nur noch im Fundament erhaltener mächtiger achteckiger Berchfrit o, vom benachbarten Mauerwerk abgesondert. Unter dem Dache des Palas lief nach noch vorhandenem Rest jedenfalls ringsum ein Wehrgang. Nur die vorhin genannten drei Haupträume sind bis zu ihren Gewölbeanfängen einigermaßen erhalten. Unter denselben liegen der Keller und ein Erdgeschoss, beide niedrig und mit einfachen Kreuzgewölben überspannt.
Das Eingangsportal (Piper meint hier das Hauptportal der Burg) hat zu beiden Seiten des Tores unter einem Spitzbogenfries eine Nische und wird besonders durch die über diesem Tore selbst hoch aufsteigende 1 m tiefe Nische zu monumentaler Wirkung gebracht.

Zu wesentlichem Schmucke aber diente dem ganzen stattlichen Schlossbaue die durch schwarze Ziegel (auf rotem Grunde) hervorgebrachte netzförmige Verzierung, welche die ganze Außenseite der 28,6 m hohen Ecktürme, sowie den oberen Teil der Hauptfassade bedeckte. Ebenso waren die hofseitigen Wände innerhalb des Umganges mit abwechselnd gelb und grün glasierten Ziegeln bedeckt. Über die Anlage bei h siehe Seite 493.“
Die im Zitat genannten Kleinbuchstaben beziehen sich auf einen von Piper abgebildeten Grundrissplan (Fig. 598) der Burg und h auf die gesondert behandelte Anlage der Aborterker an der westlichen Zwingermauer der Kernburg.
Nach Pipers Plan befindet sich im Obergeschoß des Westteiles des Südflügels (links neben der Torhalle) der Konvent-Remter. Im Ostteil des Obergeschosses des Südflügels (rechts der Torhalle) liegt die Hauptkapelle. Angrenzend an die Hauptkapelle liegt im Obergeschoß des mittleren Ostflügels der Kapitelsaal.

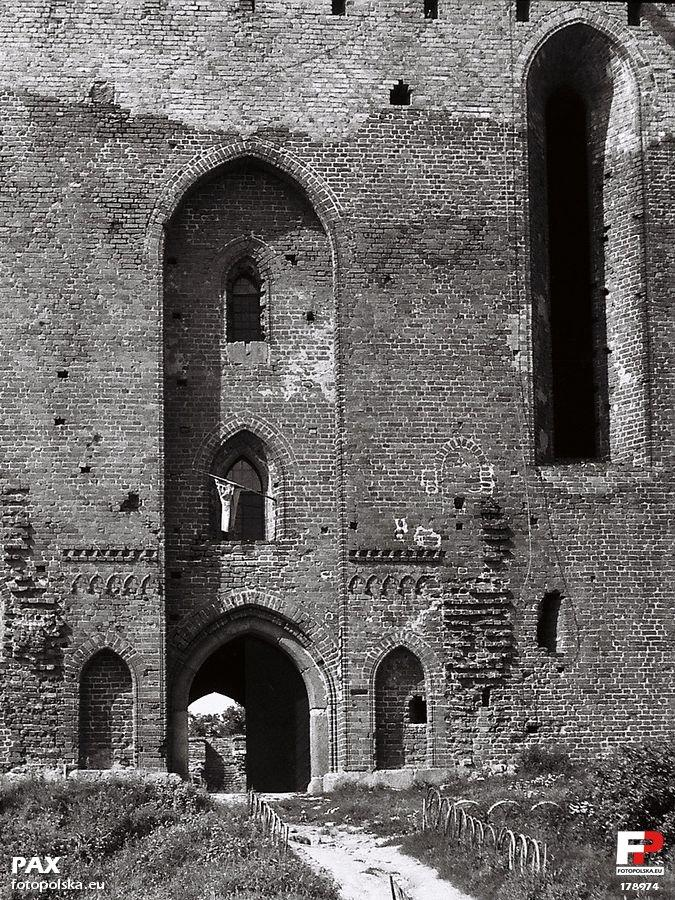
Burgtor (1979)
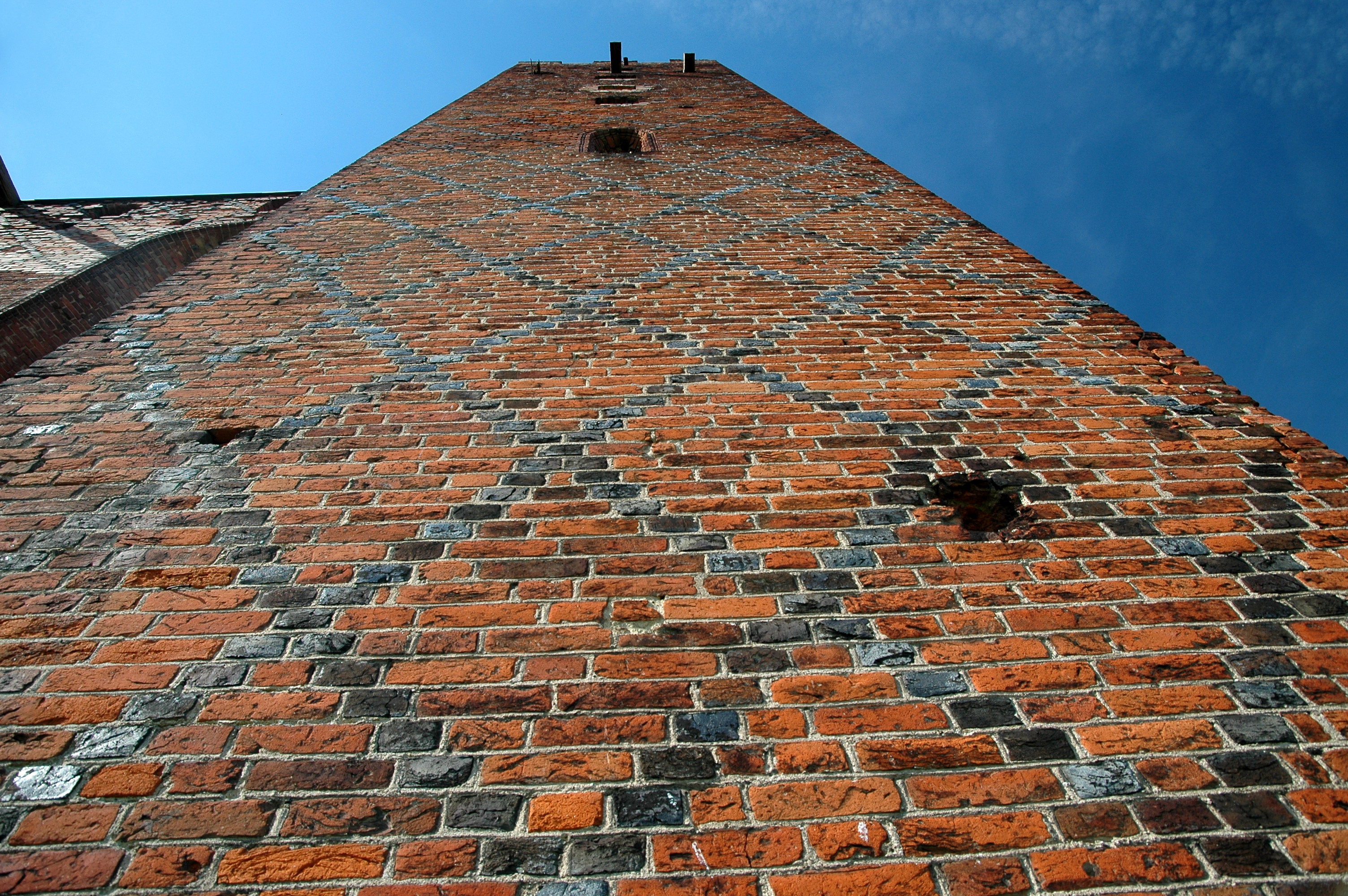
Außenverzierung an Eckturm
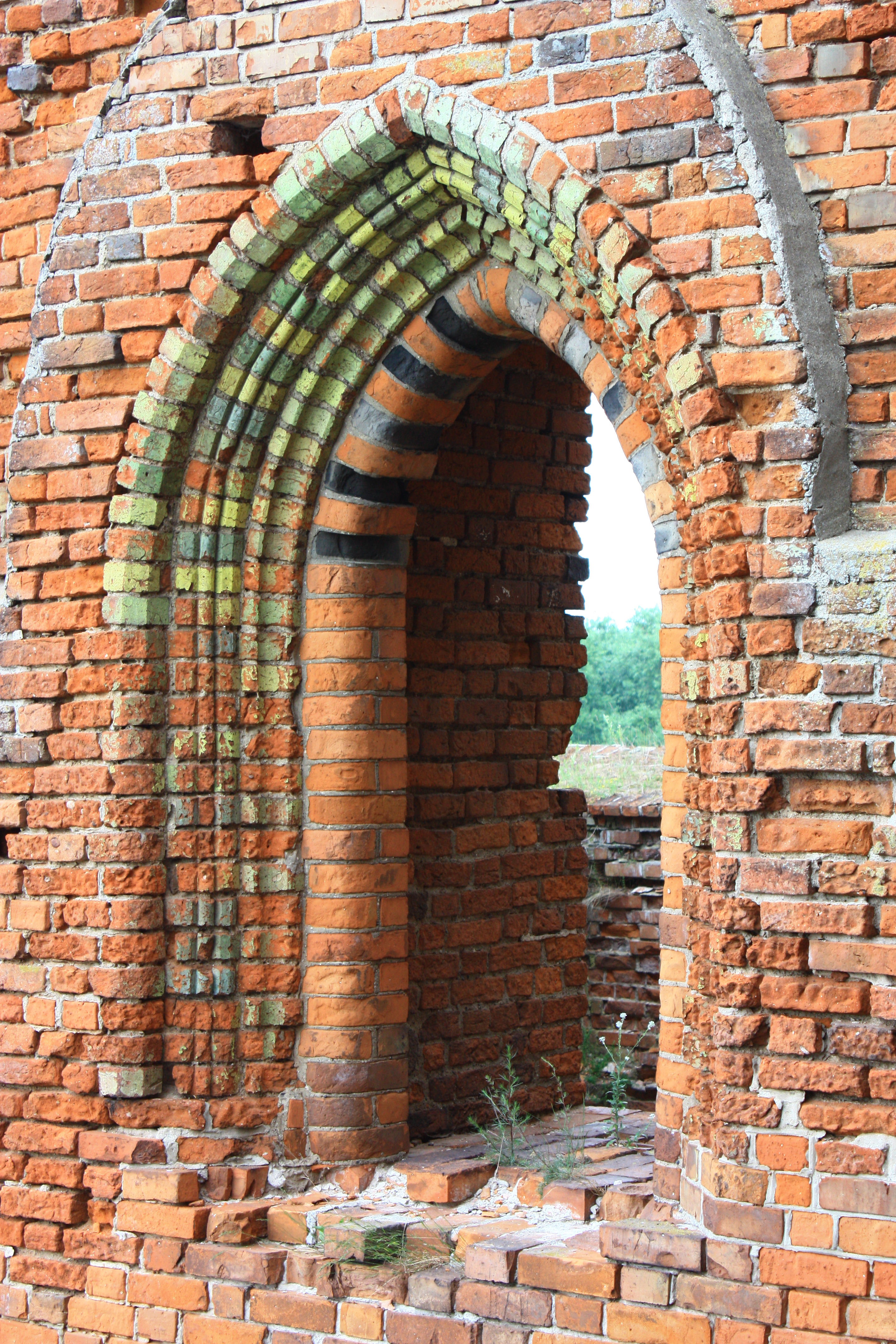
Gotisches Spitzbogenfenster mit farbig glasierten Ziegeln
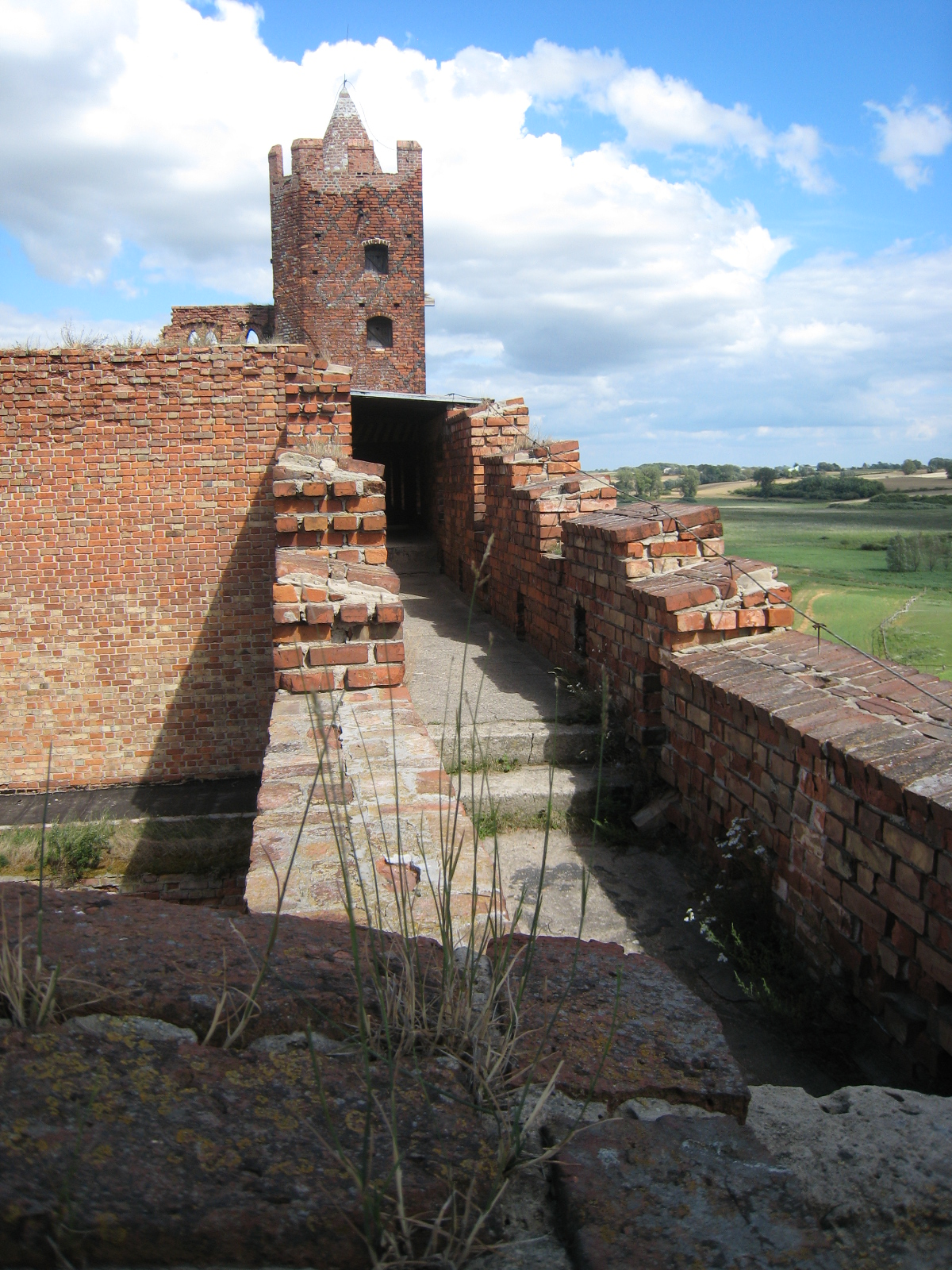
Wehrgang zwischen den Ecktürmen der Südseite (Blick n. O)
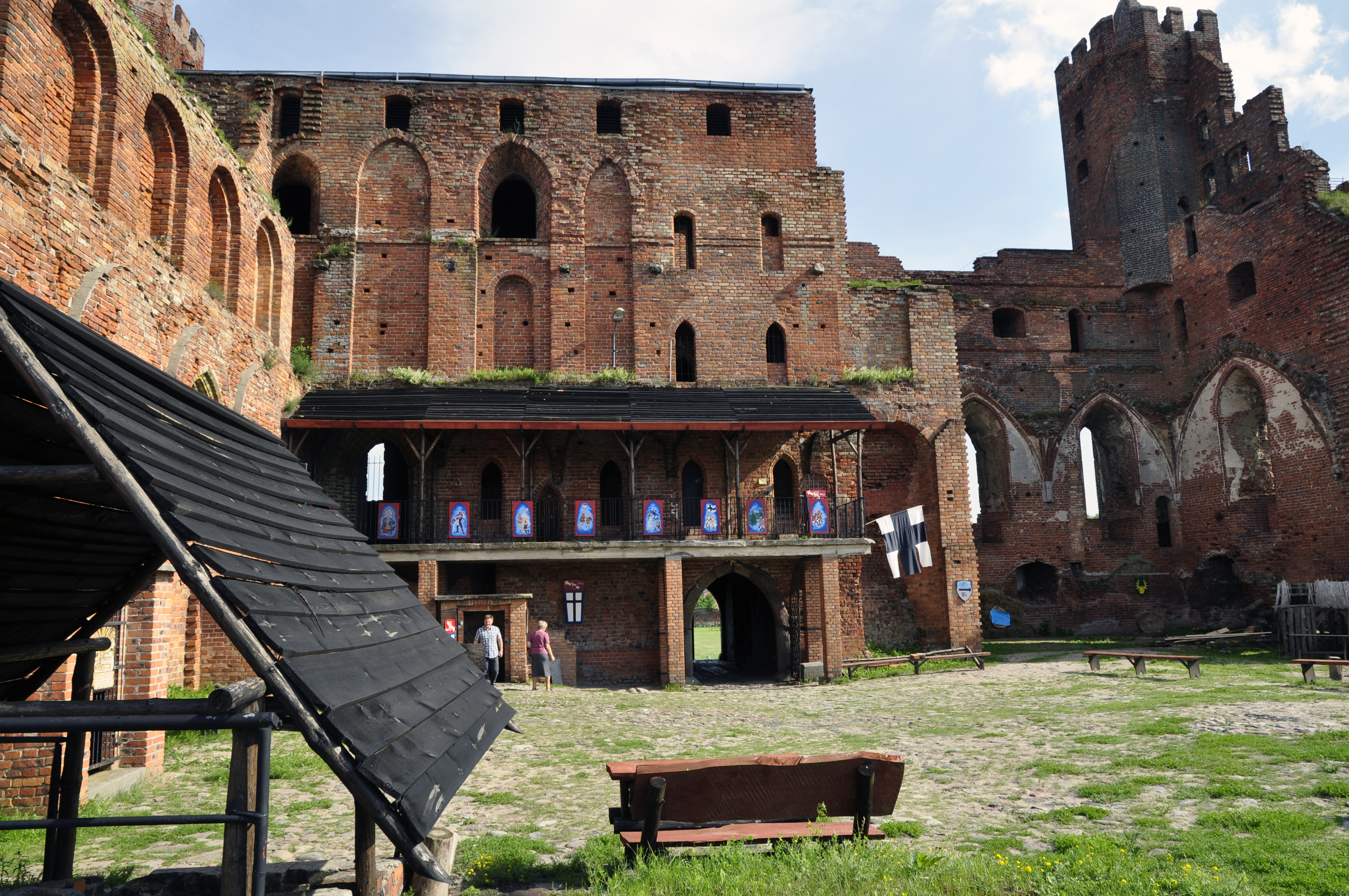
Blick im Burghof nach Süden (zum Tor)
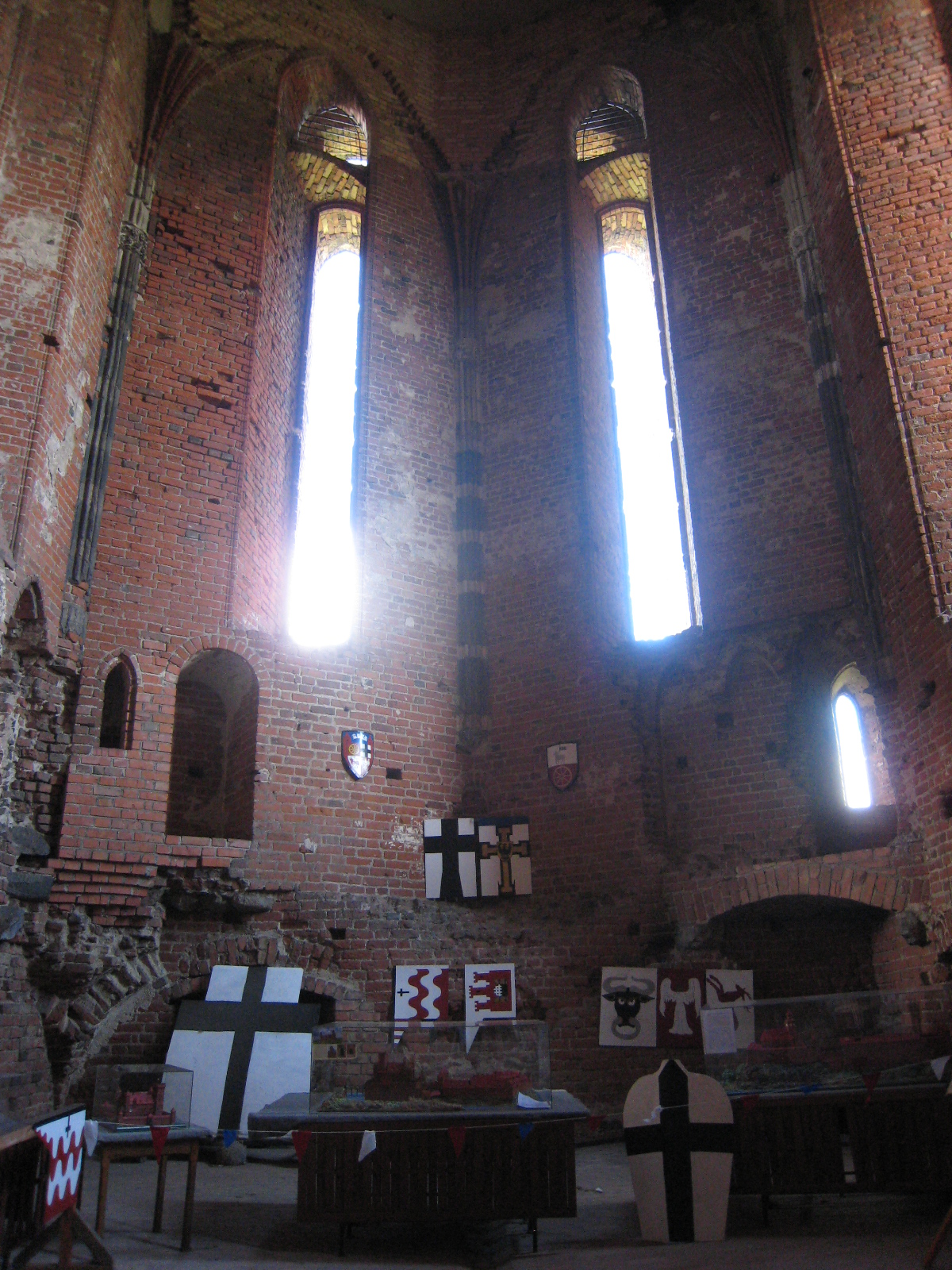
Kapelle
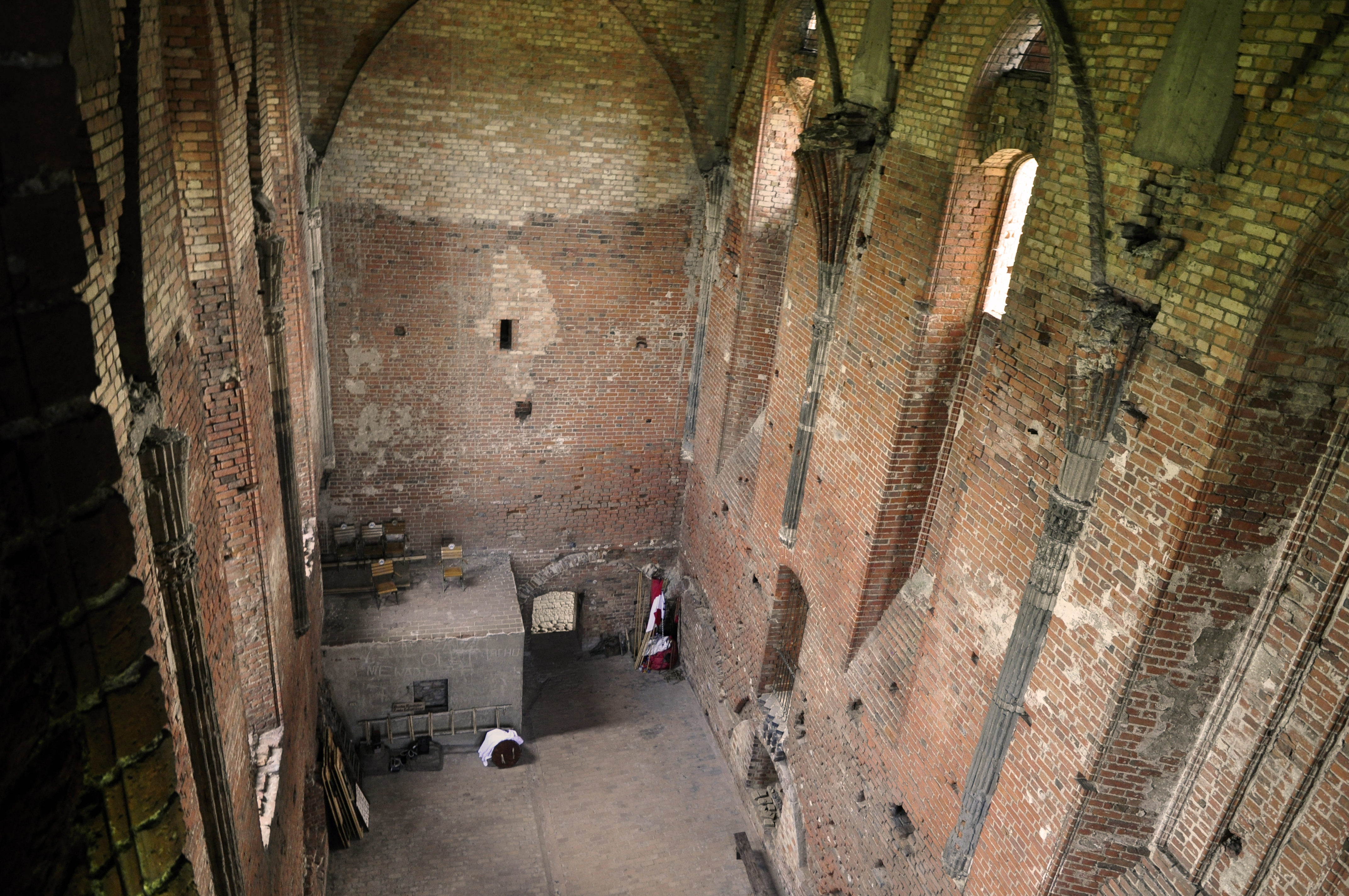
Kapelle
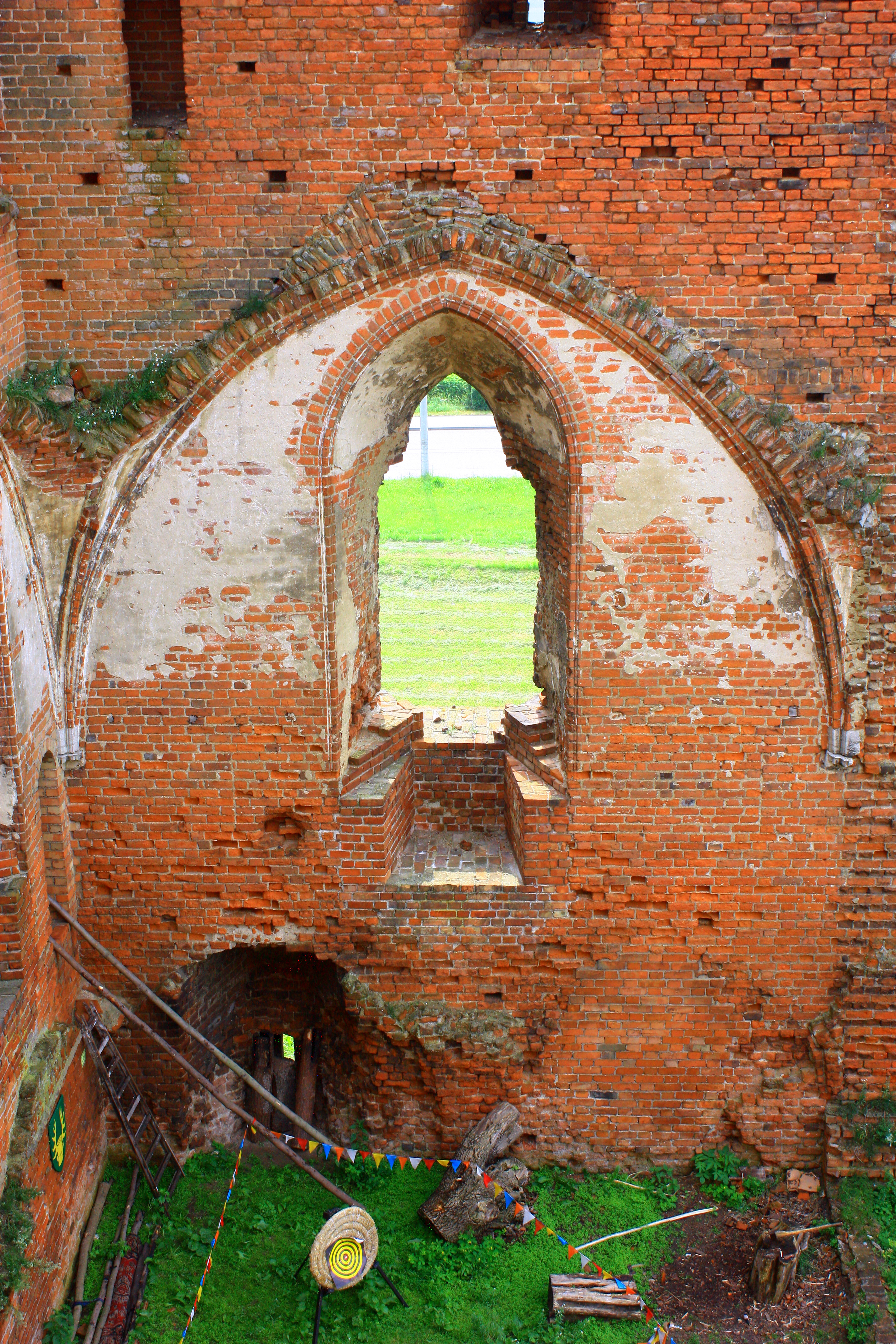
Remter. Fenster mit Sitznische.
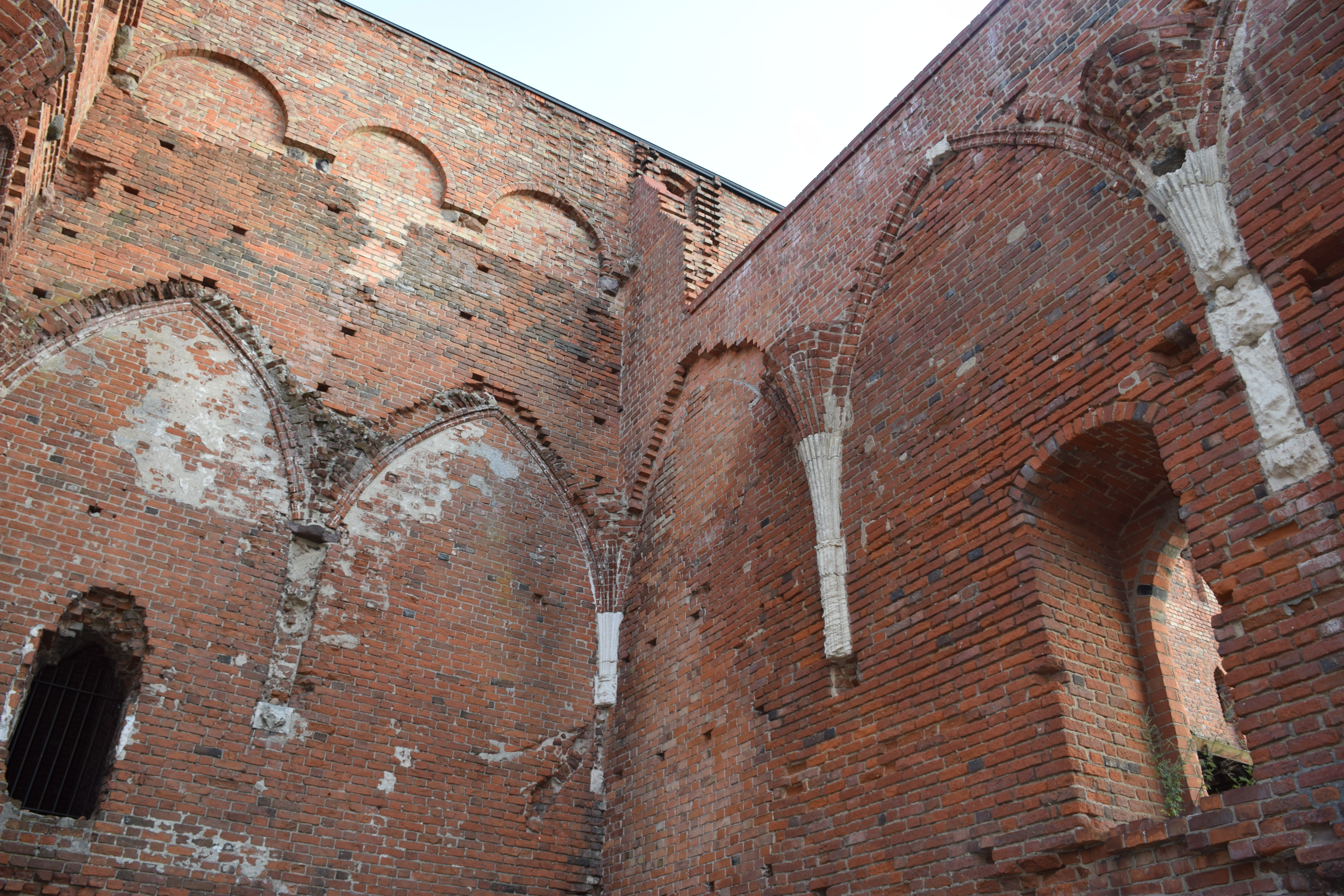
Kapitelsaal. Reste der Gewölbeauflager.
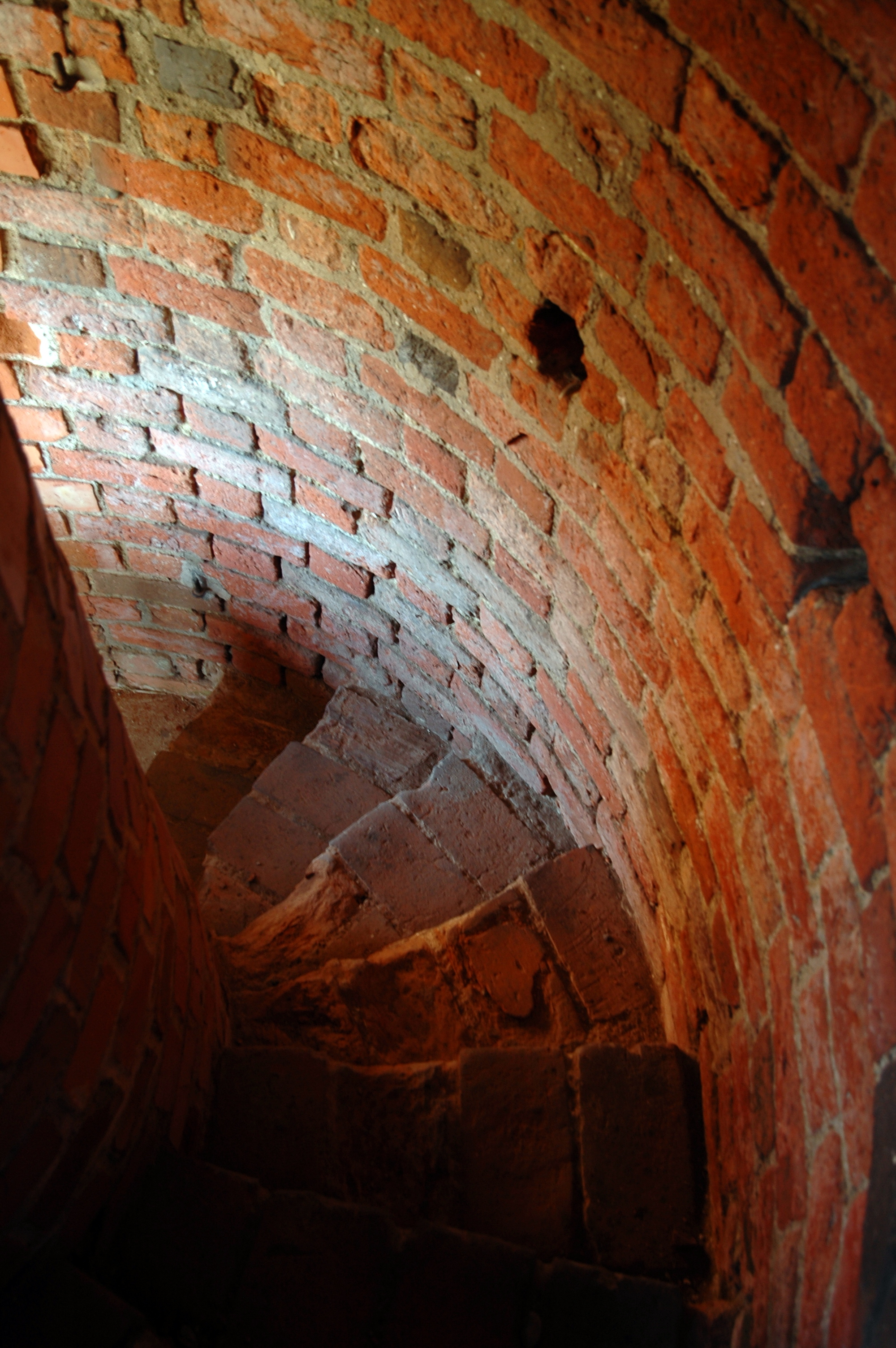
Eine von zwei erhaltenen Wendeltreppen
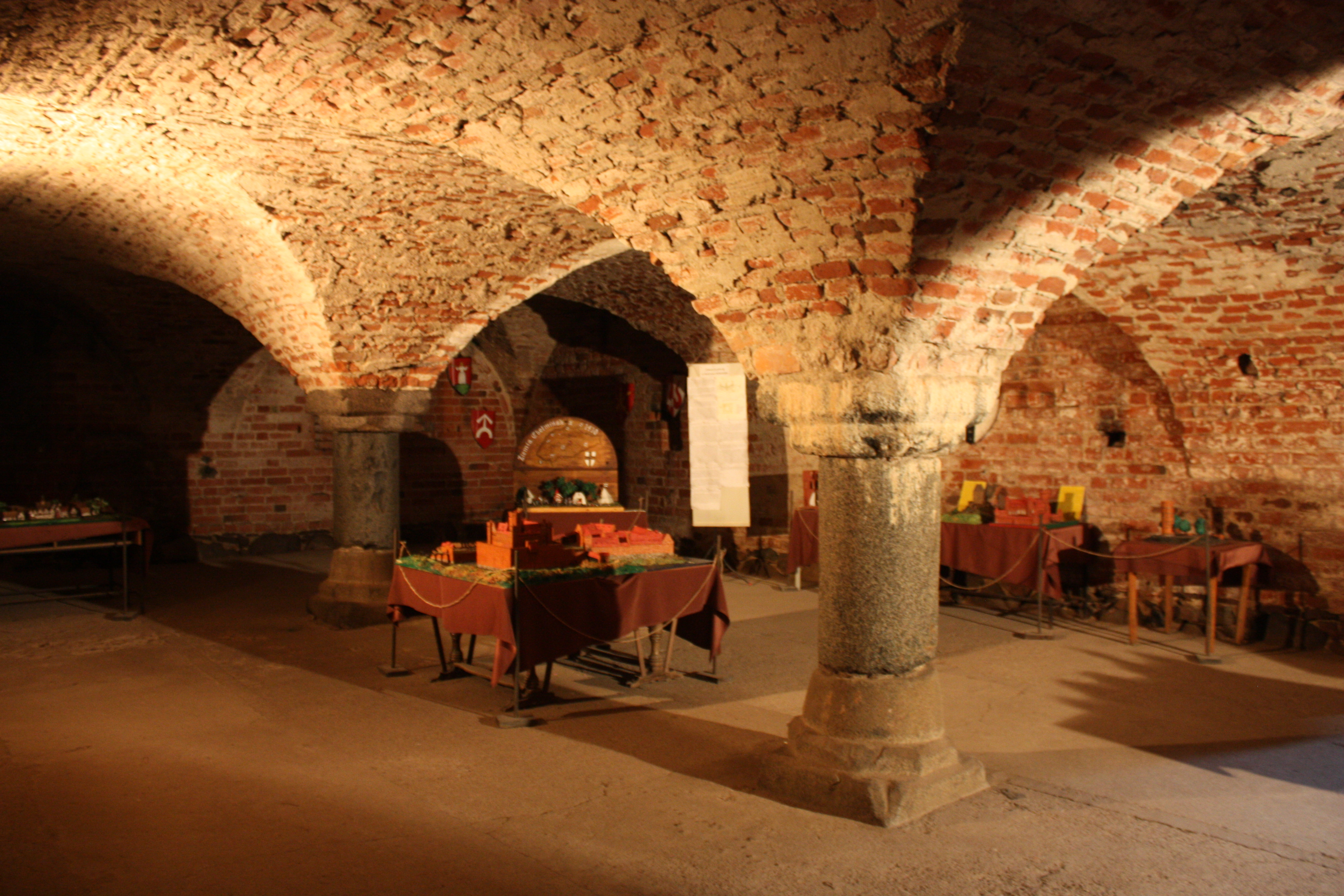
Kellergewölbe
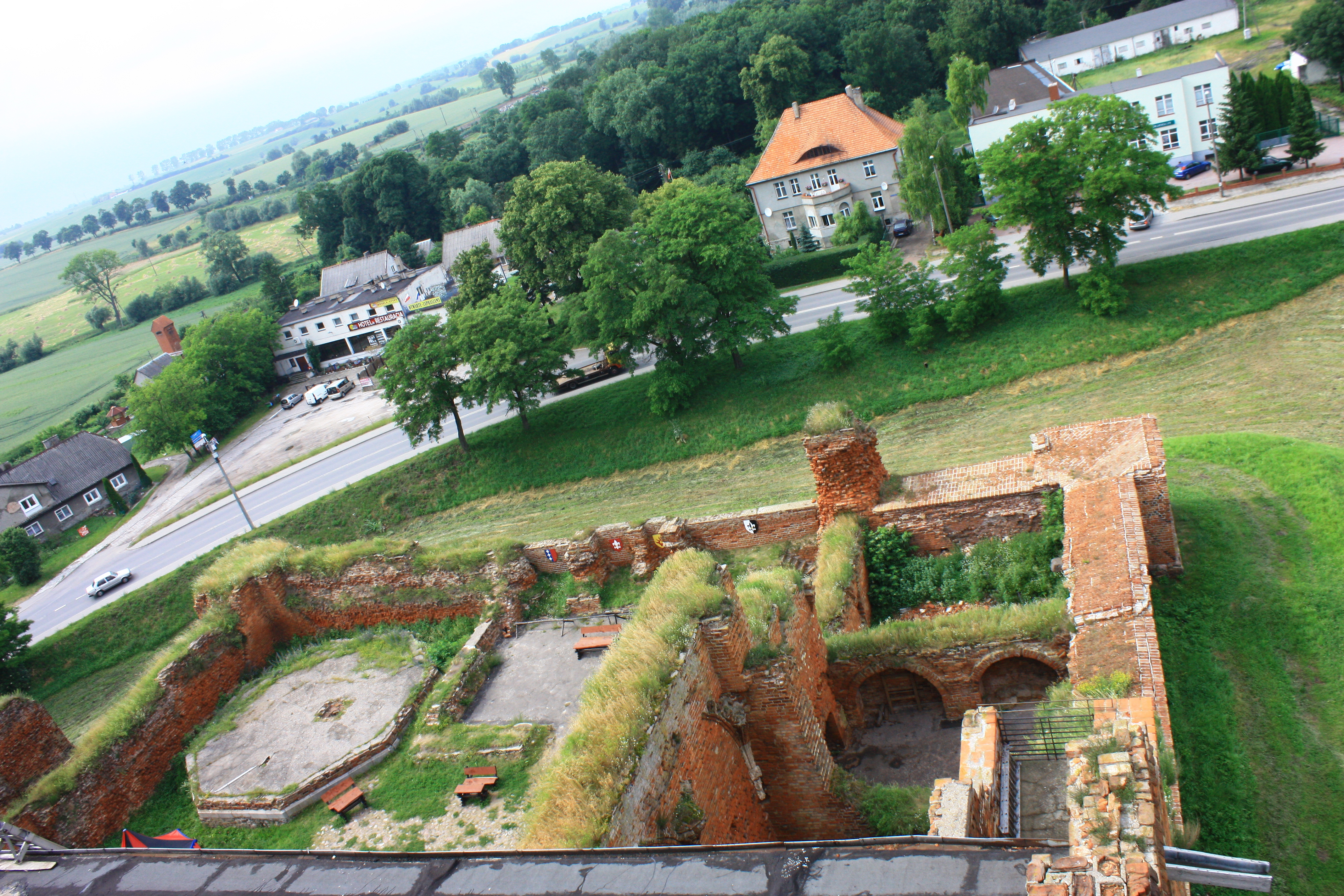
Bergfriedfundament in NW-Ecke der Kernburg (links)